# Félix Denegri Luna
Félix Denegri Luna, (Lima, 11 de febrero de 1919 - Quito, 7 de diciembre de 1998) fue un historiador, abogado y diplomático peruano.

## Biografía
Fue hijo de Félix Andrés Denegri Rospigliosi y Carmen Luna Polo. Cursó su educación primaria en el Colegio La Salle (1925-1930) y la secundaria en el Colegio de La Inmaculada, regentado por los padres jesuitas (1931-1935). En 1936 ingresó a la Pontificia Universidad Católica del Perú (PUCP), donde se graduó de bachiller en Humanidades y doctor en Literatura en 1942. Tras obtener el bachillerato en Derecho, se recibió como abogado en 1943. En su alma mater universitaria fue profesor de Historia del Perú, pero prefirió ejercer su profesión de abogado y dedicarse a la investigación sobre diversos sucesos de la historia republicana peruana.
En 1955 pasó a ser miembro de número de la Academia Nacional de la Historia, cuya presidencia ejerció de 1979 a 1995. Fue también miembro del Centro de Estudios Histórico-Marítimos, miembro del Instituto de Altos Estudios José de la Riva Agüero de la Universidad Católica y académico correspondiente de la Real Academia de la Historia de España.
En los años 1990 puso su talento diplomático para el logro de la paz entre el Perú y Ecuador, y se dedicó a investigar la historia de la delimitación fronteriza entre ambos países, por lo que hizo varios viajes a Ecuador. En uno de esos viajes falleció víctima de una afección cardiaca, cuando estaba a punto de cumplir los ochenta años de edad. Póstumamente fue condecorado con la Orden del Sol del Perú. Los más de 50,000 volúmenes de su biblioteca personal los donó a la PUCP.

## Obras

### Publicaciones documentales
- Los cuatro volúmenes de la Biblioteca de la República (1951-1953, en colaboración con Jorge Basadre), con textos de Santiago Távara Andrade, José Rufino Echenique, Modesto Basadre y referentes al mariscal Ramón Castilla.
- La memoria militar del general Joaquín de la Pezuela sobre la campaña del Alto Perú (1813-1815).
- El periódico El Discreto editado por Manuel Lorenzo de Vidaurre en 1827 (1955).
- La documentación suscrita por Ramón Castilla (1834-1835) como prefecto de Puno (1963, en colaboración con Alberto Tauro del Pino).
- Las memorias del prócer José de Rivadeneyra y Tejada (1965).
- Una compilación de Memorias, diarios y crónicas, en cuatro volúmenes (1971), para la Colección Documental editada por la Comisión Nacional del Sesquicentenario de la Independencia.

### Estudios
- Protocolos de las conferencias de Vilque (1953)
- El mariscal Domingo Nieto y la iniciación republicana del Perú (1955)
- Apuntes para una bibliografía de periódicos cuzqueños, 1822-1837 (1964)
- Manuel de Mendiburu, prefecto de Tacna (1965)
- Apuntes para un estudio bibliográfico de la Gaceta del Gobierno, 1823-1826 (1967)
- En torno a Ramón Castilla (1969)
- Los dos volúmenes del tomo seis de la Historia marítima del Perú (1977), dedicados a la historia de la marina peruana entre 1826 y 1851.
- El mariscal Domingo Nieto y la iniciación de la república del Perú (1994)
- Perú y Ecuador: apuntes para la historia de la frontera (1996).